# Lago de Allos

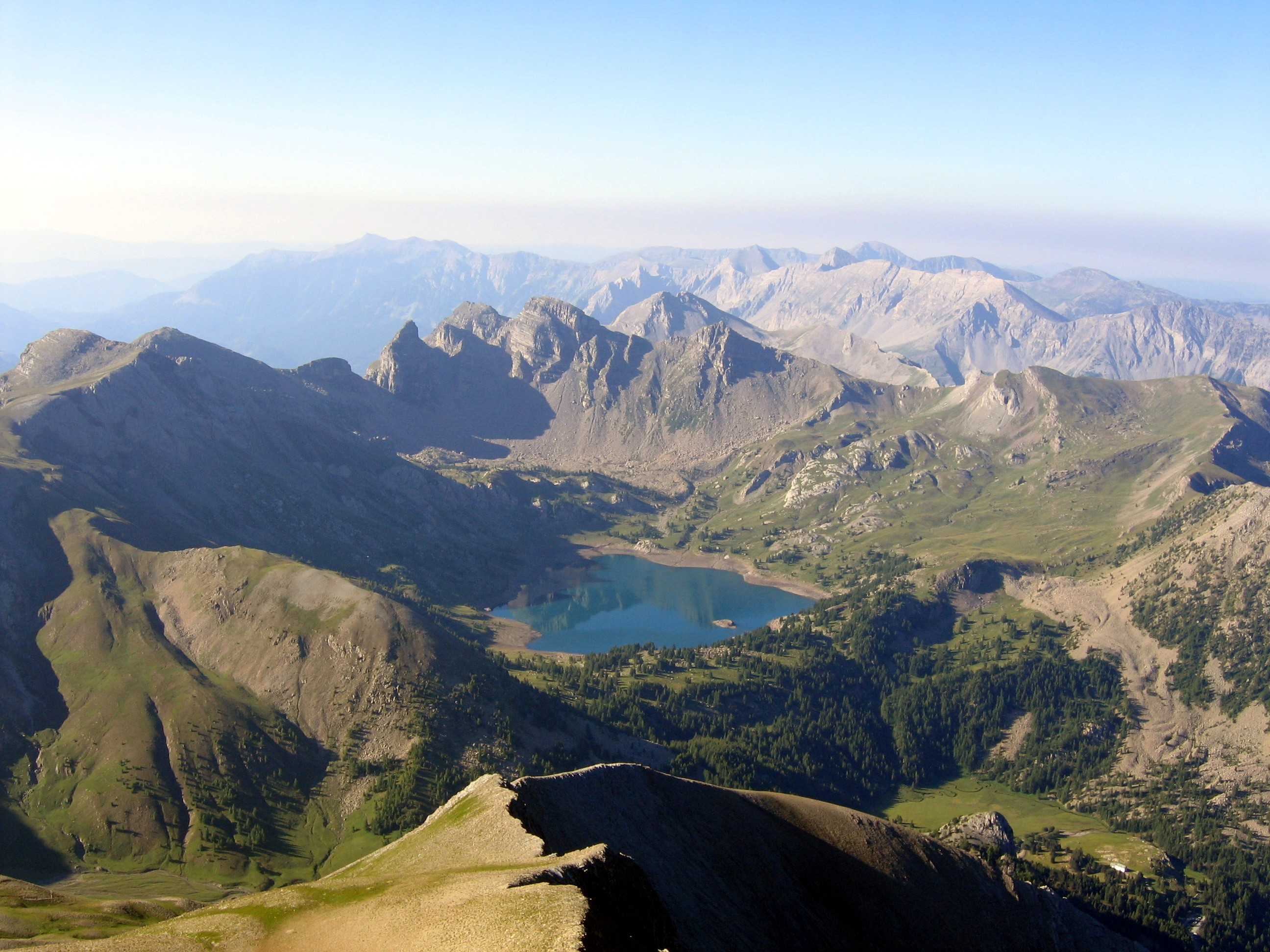
Vista desde la cima del mont Pelat

El lago de Allos situado en el corazón del parque nacional de Mercantour (departamento de Alpes de Alta Provenza) se encuentra a 2230 m de altitud. Es el lago de altitud más grande de Europa. Está dominado por el mont Pelat (3052 m).
Es un lago de origen glaciar que acoge una importante población de truchas, que podían ser pescadas hasta la creación del parque de Mercantour en 1979.
Se accede a él tras 3 horas de marcha desde la llanura de Laus, con un desnivel de 200 m.
- Datos: Q2570609
- Multimedia: Allos Lake / Q2570609